# Keene (Califòrnia)
Keene és una concentració de població designada pel cens dels Estats Units a l'estat de Califòrnia. Segons el cens del 2000 tenia 339 habitants.

## Demografia
Segons el cens del 2000, Keene tenia 339 habitants, 136 habitatges, i 99 famílies. La densitat de població era de 13,4 habitants/km².
Dels 136 habitatges en un 22,8% hi vivien nens de menys de 18 anys, en un 70,6% hi vivien parelles casades, en un 2,2% dones solteres, i en un 26,5% no eren unitats familiars. En el 22,8% dels habitatges hi vivien persones soles el 7,4% de les quals corresponia a persones de 65 anys o més que vivien soles. El nombre mitjà de persones vivint en cada habitatge era de 2,49 i el nombre mitjà de persones que vivien en cada família era de 2,93.
Per edats la població es repartia de la següent manera: un 23% tenia menys de 18 anys, un 2,9% entre 18 i 24, un 22,1% entre 25 i 44, un 38,6% de 45 a 60 i un 13,3% 65 anys o més.
L'edat mediana era de 46 anys. Per cada 100 dones de 18 o més anys hi havia 108,8 homes.
La renda mediana per habitatge era de 49.500 $ i la renda mediana per família de 59.583 $. Els homes tenien una renda mediana de 60.078 $ mentre que les dones 27.813 $. La renda per capita de la població era de 27.986 $. Entorn del 22,5% de les famílies i el 24,7% de la població estaven per davall del llindar de pobresa.

## Poblacions més properes
El següent diagrama mostra les poblacions més properes.